# Lofa Tatupu
(en) Statistiques sur pro-football-reference
Mosiula Mea'alofa Tatupu, né le 15 novembre 1982 à San Diego (Californie), est un joueur américain (originaire des Samoa) de football américain évoluant au poste de linebacker.

## Biographie
Étudiant à l'Université du Maine puis à l'Université de la Californie méridionale, il joua pour les Black Bears du Maine en 2001 et les Trojans d'USC entre 2002 et 2004.
Il est drafté en 2005 à la 45e place (deuxième tour) par les Seahawks de Seattle. Il devient rapidement un pilier de la défense des Seahawks et en devient même capitaine. Sa carrière prend un tournant durant la saison 2009 où il est blessé dès le mois d'octobre pour tout le restant de l'année à cause d'une déchire du muscle pectoral. Il revient en 2010, où il réalise une bonne saison, quoique légèrement inférieure à celles d'avant. Il quitte néanmoins les Seahawks à la fin de cette saison, ne trouvant pas d'arrangement salarial avec eux.
Après cela, il ne retrouve pas d'équipe avant 2012, quand il signe durant le printemps un contrat de deux ans avec les Falcons d'Atlanta. Il se déchire toutefois de nouveau le muscle pectoral durant l'été et est libéré avant même le début de la saison.
Il est sélectionné trois fois au Pro Bowl (2005, 2006 et 2007) et une fois en All-Pro (2007).
C'est le fils du fullback Mosi Tatupu.